# Stanislav Budín
Stanislav Budín, rodným jménem Bencion Bať, (3. března 1903, Kamenec Podolský – 12. srpna 1979, Dačice) byl český levicový novinář a spisovatel, signatář Charty 77.

## Život
Pocházel z početné židovské rodiny (byl nejmladší z devíti dětí). V roce 1922 ilegálně odešel ze Sovětského svazu do Polska, ve Varšavě složil maturitu a začal v Polsku pracovat – jako účetní ve Lvově. V roce 1923 odešel do Československa. Vystudoval zde ČVUT a postupně se zapojil do činnosti Komunistické strany Československa. Byl politickým pracovníkem Komsomolu (1929–1930) a propagačního oddělení ÚV KSČ (1930–1933). Přispíval do stranického tisku a v letech 1934 až 1936 vykonával funkci šéfredaktora Rudého práva. Této funkce byl zbaven a pro „pravicovou úchylku“ vyloučen z KSČ. Rok byl bez zaměstnání, poté v letech 1937 až 1939 pracoval jako redaktor časopisu Radiojournal. Těsně před začátkem druhé světové války emigroval do USA, kde byl až do konce války redaktorem Newyorských listů, poté kratší dobu redaktorem časopisu Overseas News Agency v New Yorku. Po sedmi letech emigrace se vrátil do Československa. Pokračoval v novinářské práci. Byl redaktorem Kulturní politiky, v letech 1947 až 1949 řídil tiskovou agenturu Pragopress (součást ministerstva informací). Od 1950 nemohl pracovat přímo v redakci, působil nejdříve ve výstřižkovém archivu ČTK, od roku 1953 v Novinářském studijním ústavu. Od roku 1966 se stal členem redakce nově vzniklého časopisu Reportér, od března 1968 do května 1969 (kdy bylo vydávání časopisu zastaveno) byl jeho šéfredaktorem. Poté přestal veřejně působit a jako důchodce pracoval na svých pamětech. Mezi prvními podepsal v prosinci 1976 Chartu 77.